# Manilla Road
Manilla Road foi uma banda Norte-Americana de heavy metal formada no final da década de 1970, fundada por Mark "The Shark" Shelton (vocais, guitarra) e Scott "Scooter" Park (baixo). A banda é comumente apontada como uma das pioneiras do estilo "metal épico," por suas canções inspiradas em lendas viquingues e contos de Edgar Allan Poe. Em 2019, a Metal Hammer elegeu seu disco Open the Gates como o 6º melhor álbum de power metal de todos os tempos.
A banda encerrou suas atividades em 2018, após a morte de Mark Shelton, ocorrida devido a uma hipertermia após a banda tocar em um festival ao ar livre na Alemanha.

## Discografia
- Invasion (1980)
- Metal (1982)
- Crystal Logic (1983)
- Open the Gates (1985)
- The Deluge (1986)
- Mystification (1987)
- Out of the Abyss (1988)
- Roadkill (ao vivo, 1988)
- The Courts of Chaos (1990)
- The Circus Maximus (1992)
- Atlantis Rising (2001)
- Spiral Castle (2002)
- Mark of the Beast (2002)
- Gates of Fire (2005)
- Voyager (2008)
- After Midnight Live (ao vivo, 2009)
- Playground of the Damned (2011)
- Mysterium (2013)
- The Blessed Curse (2015)
- To Kill A King (2017)